# Kopydłówek (województwo wielkopolskie)
Kopydłówek – wieś w Polsce, w województwie wielkopolskim, w powiecie konińskim, w gminie Wilczyn.
Do 2023 miejscowość była częścią wsi Kopydłowo.
W latach 1975–1998 Kopydłówek administracyjnie należał do województwa konińskiego.